# 樹仁商圈
24°03′52″N 120°41′50″E / 24.0643491°N 120.6972001°E
霧峰樹仁商圈，又稱樹仁夜市、霧峰樹仁小吃街、樹仁形象商圈，是一個位於臺灣臺中市霧峰區的美食商圈，範圍包含樹仁路、樹仁路與四德路交叉口、育群路、育智街等，餐飲、小吃店家眾多。除了是霧峰人生活的空間，也是外地遊客到此遊玩後享用美食的好地方，並與霧峰中正商圈構成霧峰區最熱鬧區域。

## 商圈沿革

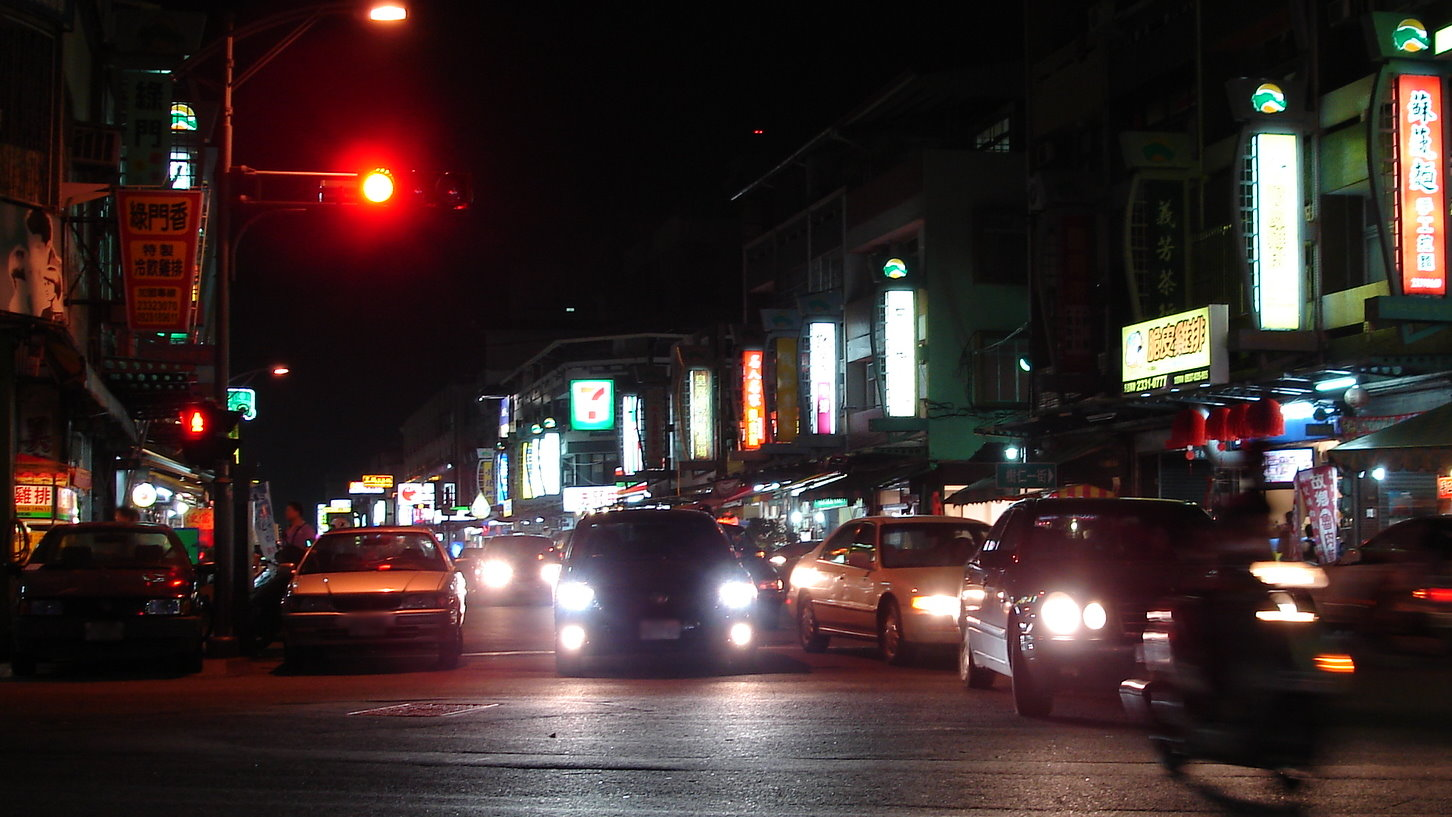
樹仁路和四德路口夜景

緊鄰著霧峰區農會的樹仁路，原本為一般混合店家及每週五的封街型霧峰樹仁夜市，封街路段從樹仁路與四德路口－樹仁路與育成路口，夜市範圍包括周遭巷弄總長度超過600公尺，堪稱當時南台中主要夜市之一。
然而九二一地震後，台中縣霧峰鄉受創，約佔當時全縣受災戶數的三分之一，人口外移約一萬人及精省後的衝擊，使得許多商家因而關閉。

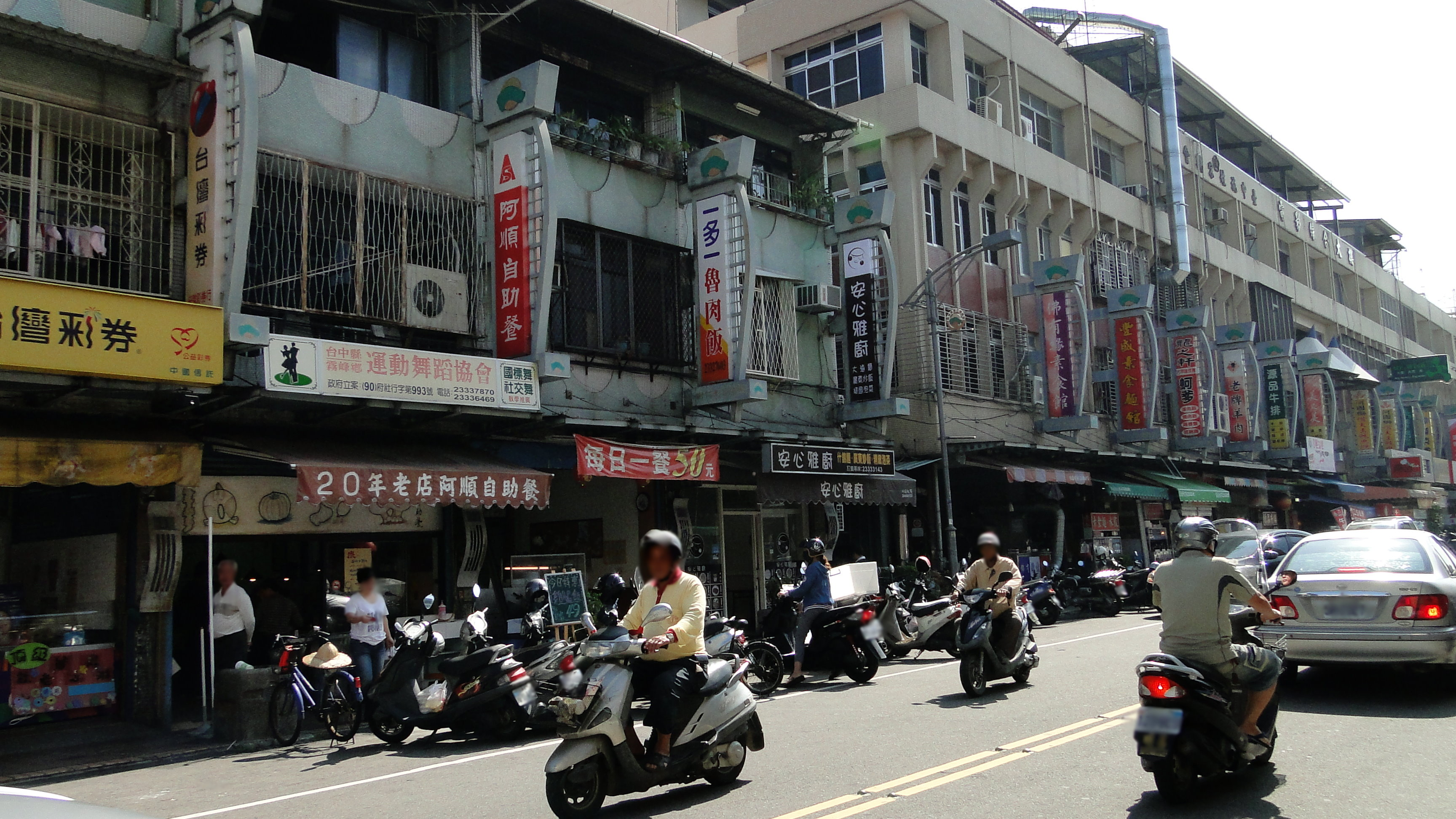
樹仁路商家一景

2001年，經濟部商業司為此委託專業顧問團隊規輔導樹仁路商圈再造，霧峰鄉公所跟台中縣政府也相當致力於樹仁路商圈的規劃，將樹仁路夜市轉型為樹仁路商圈，不但將樹仁路兩側的攤販淨空保留通道，並且對商店的招牌做統一個設計，不只單是招牌，連屋簷下的吊飾也都經過統一設計，看起來整齊畫一，相當美觀。2001年5月起，輔導商家們成立商圈再造推動小組，陸續舉辦一系列商圈觀摩參訪、組織訓練、服務品質提昇、經營管理等課程，希望能結合商圈店家全體的力量，成為台中縣災後重建商圈的新典範。
近年來，因霧峰區復甦有成及位於交通樞紐上，加上亞洲大學的設立，外來遊客及學生客源的增加，當地店家有不斷增加的趨勢。臺中市縣合併前，更被台中縣政府列為台中縣三大美食商圈之一。

## 交通

### 公路
下福爾摩沙高速公路霧峰交流道（銜接台三線），經台三線進入霧峰市區樹仁路即可抵達。

### 客運
臺中市市區公車
- 台中客運 ：200、200跳蛙、107、108
- 統聯客運 ：50、綠3、59
- 中台灣客運 ：151、281、282
- 四方客運 ：243
- 仁友客運 ：283

於霧峰站、霧峰農會、樹仁育仁路口等站位。
公路客運
- 6268、6322、6870、6871、9120

## 其他照片

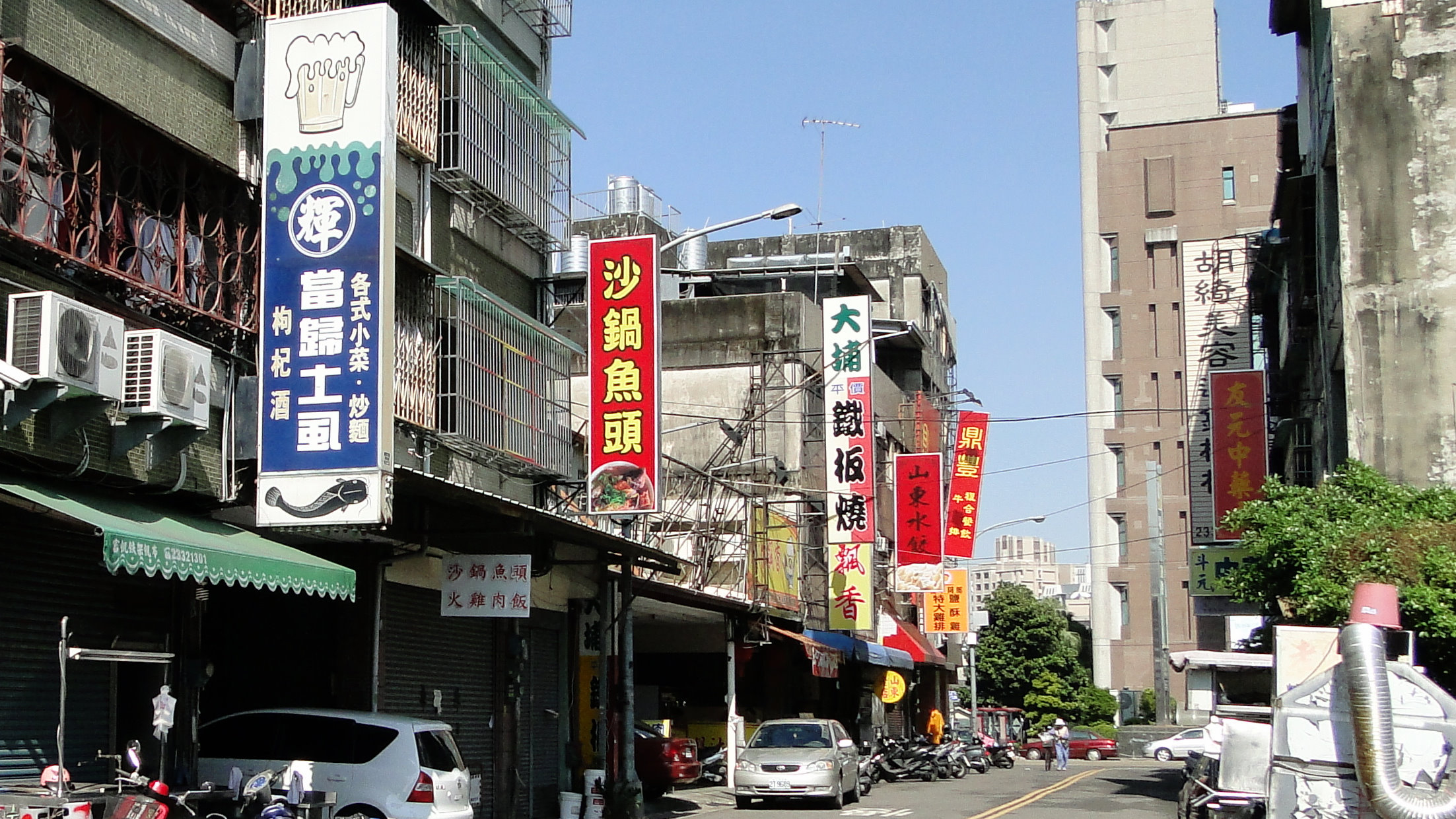
育群路
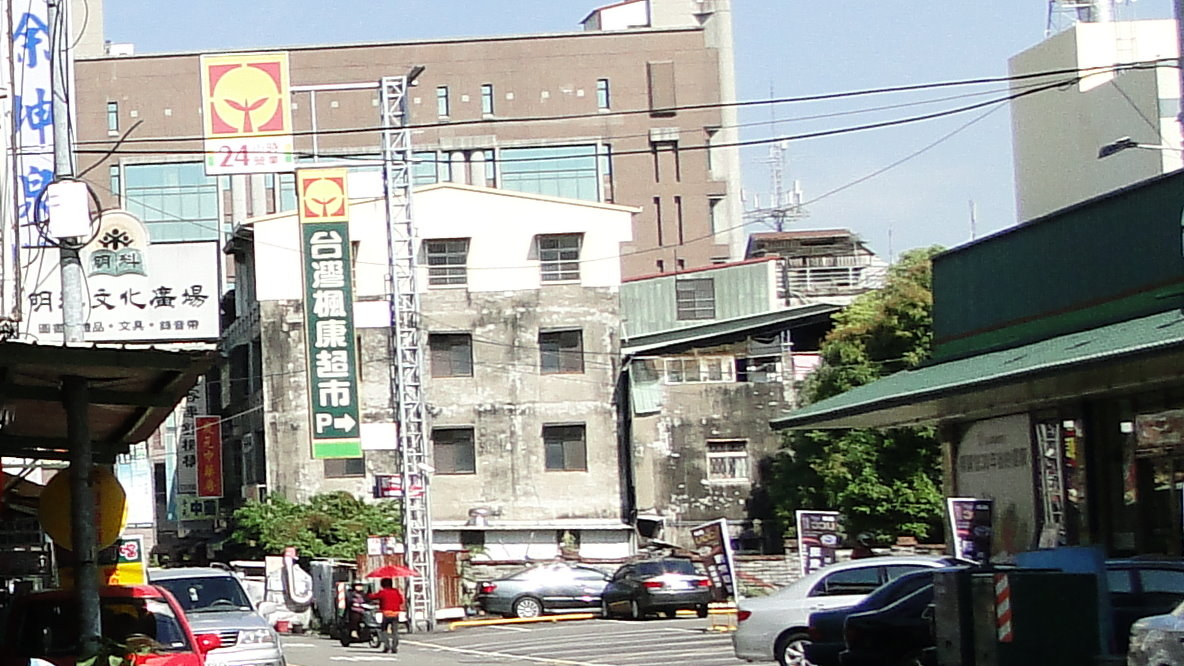
育群路台灣楓康超市霧峰店

## 外部連結
- 霧峰樹仁商圈Facebook